# مجلس تمدن
تمدن مجلیش یا مجلس تمدن (بنگالی: তমদ্দুন মজলিশ) یک سازمان فرهنگی اسلامی در بنگلادش بود که در سال ۱۹۴۷ توسط ابوالکاشم در استان پاکستان شرقی بنا نهاده شد. مجلس تمدن آغازگر جنبش زبان بنگالی شد.